# دينيسي بيليتييه
دينيسي بيليتييه هي ممثلة كندية، ولدت في 22 مايو 1923 في لورينتيد ‏ في كندا، وتوفيت في 24 مايو 1976 في مونتريال في كندا. من الجوائز التي نالتها جائزة مولسون ‏.

## جوائز
- جائزة مولسون [الإنجليزية]‏

## وصلات خارجية
- دينيسي بيليتييه على موقع IMDb (الإنجليزية)
- دينيسي بيليتييه على موقع كينوبويسك (الروسية)